# US Open 2016 (golf)
De 116de editie van het US Open werd van 16-19 juni 2016 gespeeld op de Oakmont Country Club. Titelverdediger is de Amerikaan Jordan Spieth. Het prijzengeld is gestegen naar $ 10.000.000.

## De baan
Het US Open is in 2016 voor de 9de keer op Oakmont. Het wordt gezien als een moeilijke baan, er zijn 210 bunkers maar er is geen water.
De eerste keer dat het US Open op Oakmont werd gespeeld was in 1922, de baan was toen 6.133m lang en had een par van 74. In 1927 was de baan 6.369m en zakte de par naar 72. In 1962 was de lengte 6.304m en de par 71. In 2007, de vorige editie, steeg de lengte naar 6.611m en zakte de par naar 70. Winnaar Ángel Cabrera had toen een score van +5!  Het baanrecord staat op naam van Johnny Miller, die in 1973 de laatste ronde in 63 (-8) speelde, en daarmee het US Open won. Het is nog steeds de laagste score van alle Majors.
| Hole   | 1   | 2   | 3   | 4   | 5   | 6   | 7   | 8   | 9   | Out  | 10  | 11  | 12  | 13  | 14  | 15  | 16  | 17  | 18  | In   | Totaal |
| ------ | --- | --- | --- | --- | --- | --- | --- | --- | --- | ---- | --- | --- | --- | --- | --- | --- | --- | --- | --- | ---- | ------ |
| Par    | 4   | 4   | 4   | 5   | 4   | 3   | 4   | 3   | 4   | 35   | 4   | 4   | 5   | 3   | 4   | 4   | 3   | 4   | 4   | 35   | 70     |
| Yards  | 482 | 341 | 428 | 609 | 382 | 194 | 479 | 288 | 477 | 3680 | 435 | 379 | 667 | 183 | 358 | 500 | 231 | 313 | 484 | 3550 | 7230   |
| Meters | 441 | 312 | 391 | 557 | 349 | 177 | 438 | 263 | 437 | 3364 | 398 | 347 | 610 | 167 | 327 | 457 | 211 | 286 | 443 | 3246 | 6610   |

## Resultaten
Er doen 9 amateurs mee, waarvan 1 uit Europa en 8 uit de Verenigde Staten. Joost Luiten had nog een kleine kans om mee te mogen doen. Hiervoor moest hij in de voorgaande week bij het Oostenrijks Open bij de top-3 eindigen, maar hij werd gedeeld 6de.
Donderdag ronde 1
Nadat de eerste spelers 11 holes hadden gespeeld, werd het spelen gestaakt wegens gevaarlijk weer en een naderende storm. PGA Tour-rookie Andrew Landry, die in 2015 een overwinning op de Web.com Tour behaalde,  stond toen met -3 aan de leiding en maakte na de gedwongen onderbreking meteen nog twee birdies. Daarna werden de spelers opnieuw naar binnen geroepen. Uiteindelijk was er 4 uren vertraging, er werd besloten de eerste ronde op vrijdag af te maken. Slechts 9 spelers hadden 18 holes gespeeld.
Vrijdag ronde 1 en 2
Het is op Oakmont 6 uur vroeger dan in Midden-Europa. Er stond veel minder wind, hetgeen een groot voordeel was voor de spelers die nog moesten starten. 
 Andrew Landry scoorde 66, en verbeterde daarmee het eerste-ronde-record van 67, dat op naam van Gary Player en Jack Nicklaus stond. Na 13 holes stond Scott Piercy ook even op -4. 
Scottie Scheffler was de enige amateur die onder par bleef, Henrik Stenson en Lee Westwood waren de enige spelers die een eagle maakten en Dustin Johnson was de enige speler die geen enkele bogey maakte.
Ronde 2 begon om half 3.
Zaterdag ronde 2 en 3
De 31-jarige Dustin Johnson was de enige speler die opnieuw onder par scoorde. Hij stond met -4 aan de leiding hoewel Grégory Bourdy en Lee Westwood hem tijdelijk voorbij gingen.
De 19-jarige amateur Scheffler had een slechte score en miste de cut, maar de 21-jarige amateur Rahm herstelde zich goed en kwalificeerde zich voor het weekend. 

Ronde 3 begon om 3:00 pm. De indeling van de groepen ging niet helemaal op score, want de late binnenkomers moesten kunnen pauzeren. De laatste groep met Johnson, Landry en Piercy, startte om 5:01 pm. Toen het spelen wegens invallende duisternis stopte, stonden nog maar zes spelers onder par.
Zondag ronde 3 en 4
De spelers die ronde 3 nog moesten afmaken zijn om 7 am gestart. Shane Lowry bleef aan de leiding, Dustin Johnson en Andrew Landry deelden de tweede plaats. Bryson DeChambeau, die twee maanden geleden nog amateur was, staat al hoog op de wereldranglijst en in de top-10 van dit toernooi.

Ronde 4 begon om 10:00 am. Shane Lowry maakte zeven bogeys maar eindigde toch nog op een gedeelde tweede plaats. De overwinning ging naar Dustin Johnson, die drie rondes onder par noteerde. Hij steeg naar de 3de plaats op de wereldranglijst.
Scores
| Speler                 | R2D | OWGR | Ronde 1 | Ronde 1 | Ronde 1 | Ronde 2 | Ronde 2 | Ronde 2 | Ronde 2 | Ronde 3 | Ronde 3 | Ronde 3 | Ronde 3 | Ronde 4 | Ronde 4 | Ronde 4 | Ronde 4 |
| ---------------------- | --- | ---- | ------- | ------- | ------- | ------- | ------- | ------- | ------- | ------- | ------- | ------- | ------- | ------- | ------- | ------- | ------- |
| Dustin Johnson         | =   | 6    | 67      | -3      | T2      | 69      | -1      | -4      | 1       | 71      | +1      | -2      | T2      | 69      | -1      | -3      | 1       |
| Shane Lowry            | 62  | 41   | 68      | -2      | T4      | 70      | par     | -2      | T3      | 65      | -5      | -7      | 1       | 76      | +6      | -1      | T2      |
| Jim Furyk              | =   | 32   | 71      | +1      | T18     | 68      | -2      | -1      | T7      | 74      | +4      | +3      | T21     | 66      | -4      | -1      | T2      |
| Scott Piercy           | =   | 67   | 68      | -2      | T4      | 70      | par     | -2      | T3      | 72      | +2      | par     | T7      | 69      | -1      | -1      | T2      |
| Sergio García          | 33  | 13   | 68      | -2      | T4      | 70      | par     | -2      | T3      | 72      | +2      | par     | T7      | 70      | par     | par     | T5      |
| Branden Grace          | 8   | 12   | 73      | +3      | T56     | 70      | par     | +3      | T28     | 66      | -4      | -1      | 6       | 71      | +1      | par     | T5      |
| Kevin Na               | =   | 33   | 75      | +5      | T73     | 68      | -2      | +3      | T28     | 69      | -1      | +2      | T12     | 69      | -1      | +1      | 7       |
| Daniel Summerhays      | =   | 100  | 74      | +4      | T72     | 65      | -5      | -1      | T7      | 69      | -1      | -2      | T4      | 74      | +4      | +2      | T8      |
| Jason Day              | =   | 1    | 76      | +6      | T86     | 69      | -1      | +5      | T47     | 66      | -4      | +1      | T9      | 71      | +1      | +2      | T8      |
| Zach Johnson           | =   | 21   | 71      | +1      | T18     | 69      | -1      | par     | T11     | 71      | +1      | +1      | T9      | 71      | +1      | +2      | T8      |
| Kevin Streelman        | =   | 119  | 69      | -1      | T7      | 74      | +4      | +3      | T28     | 69      | -1      | +2      | T12     | 72      | +2      | +4      | T13     |
| Andrew Landry          | =   | 624  | 66      | -4      | 1       | 71      | +1      | -3      | 2       | 70      | par     | -3      | T2      | 78      | +8      | +5      | T15     |
| Bryson DeChambeau      | =   | 201  | 71      | +1      | T18     | 70      | par     | +1      | T19     | 70      | par     | +1      | T9      | 74      | +4      | +5      | T15     |
| Adam Scott             | =   | 8    | 71      | +1      | T18     | 69      | -1      | par     | T11     | 72      | +2      | +2      | T12     | 74      | +4      | +6      | T18     |
| Grégory Bourdy         | 25  | 126  | 71      | +1      | T18     | 67      | -3      | -2      | T3      | 75      | +5      | +3      | T21     | 73      | +3      | +6      | T18     |
| Louis Oosthuizen       | 3   | 14   | 75      | +5      | T73     | 65      | -5      | par     | T11     | 74      | +4      | +4      | T28     | 73      | +3      | +7      | T23     |
| Andy Sullivan          | 20  | 42   | 71      | +1      | T18     | 68      | -2      | -1      | T7      | 75      | +5      | +4      | T28     | 73      | +3      | +7      | T23     |
| Jon Rahm (Am)          | =   | =    | 76      | +6      | T86     | 69      | -1      | +5      | T47     | 72      | +2      | +7      | T43     | 70      | par     | +7      | T23     |
| Lee Westwood           | 7   | 30   | 67      | -3      | T2      | 72      | +2      | -1      | T7      | 69      | -1      | -2      | T4      | 80      | +10     | +8      | T32     |
| Ángel Cabrera          | =   | 389  | 70      | par     | T12     | 76      | +6      | +6      | T57     | 72      | +2      | +8      | T49     | 71      | +1      | +9      | T37     |
| Jordan Spieth          | =   | 2    | 72      | +2      | T42     | 72      | +2      | +4      | T35     | 70      | par     | +4      | T28     | 75      | +5      | +9      | T37     |
| Bubba Watson           | =   | 4    | 69      | -1      | T7      | 76      | +6      | +5      | T47     | 72      | +2      | +7      | T43     | 75      | +5      | +12     | T51     |
| Danny Lee              | =   | 43   | 69      | -1      | T7      | 77      | +7      | +6      | T57     | 74      | +4      | +10     | T59     | 74      | +4      | +14     | T57     |
| Scottie Scheffler (Am) | =   | =    | 69      | -1      | T7      | 78      | +8      | +7      | MC      |         |         |         |         |         |         |         |         |

| Leider |  | Toernooirecord |  | R2D |  | OWGR |  | MC = missed cut = cut gemist |

## Spelers

### Rechtstreeks geplaatste spelers
De volgende spelers hebben zich automatisch voor het US Open gekwalificeerd door eerdere prestaties. Darren Clarke en Tiger Woods doen niet mee.
| - Daniel Berger - Steven Bowditch - Keegan Bradley - Ángel Cabrera (2007) - Paul Casey - Thitiphun Chuayprakong - Darren Clarke - Jason Day - Jason Dufner - Ernie Els (1994, 1997) - Harris English - Rickie Fowler - Jim Furyk (2003) | - Lucas Glover (2009) - Branden Grace - Bill Haas - Charley Hoffman - J.B. Holmes - Dustin Johnson - Zach Johnson - Martin Kaymer (2014) - Kevin Kisner - Brooks Koepka - Matt Kuchar - Danny Lee - Shane Lowry | - Jeff Maggert (winnaar US Sr Open) - Hideki Matsuyama - Graeme McDowell (2010) - Rory McIlroy (2011) - Phil Mickelson - Kevin Na - Geoff Ogilvy (2006) - Louis Oosthuizen - Scott Piercy - Patrick Reed - Justin Rose (2013) - Charl Schwartzel - Adam Scott | - Webb Simpson (2012) - Cameron Smith - Brandt Snedeker - Jordan Spieth (2015) - Henrik Stenson - Robert Streb - Jimmy Walker - Bubba Watson - Danny Willett - Tiger Woods Amateurs - Jon Rahm (winnaar WAGR 2015) - Derek Bard (US Amateur 2015) |

### Kwalificatietoernooien
Bijna 10.000 spelers proberen zich dit jaar via kwalificatietoernooien te plaatsen.
Op 111 banen in de Verenigde Staten wordt een regionaal kwalificatietoernooi gespeeld over 18 holes. De hoogstgeplaatsten gaan door naar de volgende ronde, die over 36 holes op 1 dag wordt gespeeld. Op 23 mei wordt in Japan gespeeld op de Higashi-Hirono Golf Club, op 30 mei wordt in Engeland gespeeld op de Walton Heath Golf Club en op 6 juni wordt in Amerika gepeeld op tien verschillende banen: Ansley Golf Club (Settindown Creek Course), Canoe Brook (North and South Courses), Germantown Country Club/Ridgeway Country Club, Lake Merced Golf Club/The Olympic Club (Ocean Course), Lakeside Country Club, Royal Oaks Country Club, Springfield Country Club, Timuquana Country Club, Wedgewood Golf & Country Club/Kinsale Golf & Fitness Club, en de Woodmont Country Club (North Course).
Op Timuquana en Wedgewood eindigde de strijd in een play-off. In totaal plaatsten 55 spelers zich, inclusief 9 amateurs. De kwalificatie werd niet gehaald door bekende spelers als Daniel Chopra, George Coetzee, Padraig Harrington en Vijay Singh.
| 23 mei in Japan - Yuta Ikeda w - Yusaku Miyazato - Toru Taniguchi - Hideto Tanihara 30 mei in Engeland - Matthew Baldwin - Grégory Bourdy - Søren Hansen - Peter Hanson - Andrew Johnston - Maximilian Kieffer - Mikael Lundberg - Matteo Manassero - Alex Norén - Lee Slattery - Sebastian Söderberg - Gary Stal - Romain Wattel | 6 juni, Ansley - Frank Adams III - Kent Bulle - Ryan Stachler 6 juni, Canoe - Chris Crawford, WAGR 339 - Jim Herman w - Justin Hicks - Mike Miller - Rob Oppenheim - Andy Pope 6 juni, Lakeside - Derek Chang - Austin Jordan - Kevin Tway 6 juni, Woodmont - Bill Hurley III w - Chase Parker - Dennis McCarthy | 6 juni, Germantown - Sam Burns, WAGR 127 - Derk Fathauer - Andres Gonzales - Tom Hoge - J.J. Henri - Sung-hoon Kang - Andrew Landry - Dicky Pride - David Toms - D.J. Trahon w 6 juni, Timuquana - Matthew Borchet - Sam Horsfield, WAGR 9 - Aron Price w - Tim Wilkinson 6 juni, Royal Oaks - T.J. 'Travis' Howe - Matt Marshall - Aaron Wise w | 6 juni, Lake Merced - Mark Anguiano - Brandon Harkins - Gregor Main - Justin Suh, WAGR 1332 - Miguel Luis Tabuena w - Tyler Raber 6 juni, Wedgewood - Jason Alfred - Bryson DeChambeau - Luke Donald - Jason Kokrak - Carlos Ortiz w - Patrick Rogers - Scottie Scheffler, WAGR 23 - Richard Schembechler II - Wesley Short Jr - Brendan Steele - Kevin Streelman - Ethan Tracy | 6 juni, Springfield - Charles Danielson, WAGR 12 - Nick Hardy w, WAGR 69 - Kyle Mueller, WAGR 108 - Patrick Wilkes-Krier spelende reserves - Thomas Aiken - Byeong-hun An - Kiradech Aphibarnrat - Rafa Cabrera Bello - Kevin Chappell - Jamie Donaldson - Tony Finau - Matthew Fitzpatrick - Kevin Foley - Sergio García - Retief Goosen - Emiliano Grillo - James Hahn - Billy Horschel - Zach Johnson | - Smylie Kaufman - K.T. Kim - Chris Kirk - Patton Kizzire - Søren Kjeldsen - Russell Knox - Anirban Lahiri - Marc Leishman - Spencer Levin - David Lingmerth - William McGirt - Ryan Moore - Mike Van Sickle - Jeev Milkha Singh - Andy Sullivan - Daniel Summerhays - Justin Thomas - Lee Westwood - Bernd Wiesberger - Chris Wood - Jaco van Zyl |

w = winnaar van het kwalificatietoernooi

WAGR = plaats op de wereldranglijst van amateurs
Bryson DeChambeau, winnaar van het US Amateur, en Romain Langasque , winnaar van het Brits Amateur, mochten meedoen als ze nog amateur waren. Zij werden beiden in april 2016 professional, en verloren daardoor hun wildcard.
Aaron Wise won het kwalificatietoernooi op Royal Oaks als amateur, hij stond nummer 6 op de wereldranglijst (WAGR). Daarna studeerde hij af en werd hij professional, net voor de start van het US Open.
1895 ·
1896 ·
1897 ·
1898 ·
1899 ·
1900 ·
1901 ·
1902 ·
1903 ·
1904 ·
1905 ·
1906 ·
1907 ·
1908 ·
1909 ·
1910 ·
1911 ·
1912 ·
1913 ·
1914 ·
1915 ·
1916 ·
1917 · 
1918 · 
1919 ·
1920 ·
1921 ·
1922 ·
1923 ·
1924 ·
1925 ·
1926 ·
1927 ·
1928 ·
1929 ·
1930 ·
1931 ·
1932 ·
1933 ·
1934 ·
1935 ·
1936 ·
1937 ·
1938 ·
1939 ·
1940 ·
1941 ·
1942 ·
1943 · 
1944 ·
1945 ·
1946 ·
1947 ·
1948 ·
1949 ·
1950 ·
1951 ·
1952 ·
1953 ·
1954 ·
1955 ·
1956 ·
1957 ·
1958 ·
1959 ·
1960 ·
1961 ·
1962 ·
1963 ·
1964 ·
1965 ·
1966 ·
1967 ·
1968 ·
1969 ·
1970 ·
1971 ·
1972 ·
1973 ·
1974 ·
1975 ·
1976 ·
1977 ·
1978 ·
1979 ·
1980 ·
1981 ·
1982 ·
1983 ·
1984 ·
1985 ·
1986 ·
1987 ·
1988 ·
1989 ·
1990 ·
1991 ·
1992 ·
1993 ·
1994 ·
1995 ·
1996 ·
1997 ·
1998 ·
1999 ·
2000 ·
2001 ·
2002 ·
2003 ·
2004 ·
2005 ·
2006 ·
2007 ·
2008 ·
2009 ·
2010 ·
2011 ·
2012 ·
2013 ·
2014 ·
2015 ·
2016 ·
2017 ·
2018 ·
2019 ·
2020 ·
2021